# MMIC
MMIC (kan udtales mimik) er akronym for Monolithic Microwave Integrated Circuit,  som er en type af integrerede kredsløb (IC) enhed, der kan arbejde ved mikrobølge frekvenser (300 MHz til 300 GHz). MMIC er et analogt mikrobølgekredsløb opbygget på en monokrystallin halvlederchip; fx siliciumgermanium, galliumarsenid eller indiumfosfid. R. S. Pengally anses som "opfinderen" af MMIC. MMIC kan designes og anvendes som forstærkere, blandere osv. i mikrobølgekredsløb.